# Flonicamid
Flonicamid ist eine chemische Verbindung aus der Gruppe der Pyridincarboxamide. Als Insektizid wirkt es selektiv gegen Gleichflügler und wird gegen Blattläuse eingesetzt. Der genaue Wirkmechanismus ist nicht bekannt. Vermarktet wird es unter den Handelsnamen Teppeki und Afinto.

## Gewinnung und Darstellung
Flonicamid kann durch Umsetzung von Trifluormethylpyridincarbonsäure mit Thionylchlorid und Aminoacetonitril dargestellt werden.

## Zulassung
In der Europäischen Union wurde Flonicamid mit Wirkung zum 1. September 2010 für Anwendungen als Insektizid zugelassen.
Flonicamid ist in Deutschland, Österreich und der Schweiz in zugelassenen Pflanzenschutzmitteln enthalten.
Im Juli 2025 widerrief Dänemark die Zulassung von 23 Pflanzenschutzmitteln mit Flonicamid und fünf weiteren PFAS-haltigen Wirkstoffen, weil diese im Boden und Grundwasser zu Trifluoressigsäure abgebaut werden können, mit Fristen bis Ende 2025 bzw. September 2026.